# حسين آل قريش
حسين أنور آل قريش لاعب كرة قدم سعودي و يلعب كلاعب وسط و يلعب حالياً مع نادي الصفا.

## مسيرة اللاعب
لعب سابقاً في نادي الصفا و انتقل إلى نادي الفيصلي في عام 2019 و أعير إلى نادي النهضة في عام 2020 و أعير إلى نادي الصفا في صيف 2021.

## روابط خارجية
- حسين آل قريش على موقع قاعدة بيانات كرة القدم.إي يو (الإنجليزية)
- حسين آل قريش على موقع Soccerway.com (الإنجليزية)
- حسين آل قريش على موقع كووورة